# 大河音足尼
大河音足尼（おおかわとのすくね/おおかわねのすくね、生没年不詳）は、古墳時代の豪族で初代伊彌頭国造。

## 概要
『先代旧事本紀』「国造本紀」によれば、建内宿禰の孫で成務朝の人物とされる。